# Прага-Північ
Прага-Північ (пол. Praga-Północ) — район (дільниця) Варшави на правому березі Вісли. На півночі межує з дільницями Беляни (пол. Bielany) (на лівому березі Вісли) та Бялоленка (пол. Białołęka), на півдні — з дільницею Прага-Південь (пол. Praga-Południe), на заході — з дільницями Жолібож (пол. Żoliborz) (на північному заході) та Середмістя (пол. Śródmieście) (на південному заході, на лівому березі Вісли), на сході — з дільницею Таргувек (пол. Targówek). Площа дільниці становить 11,42 км2. Станом на 31 грудня 2014 на території дільниці Прага-Північ проживало 67279 чоловік.

## Історія

Райони дільниці Прага-Північ

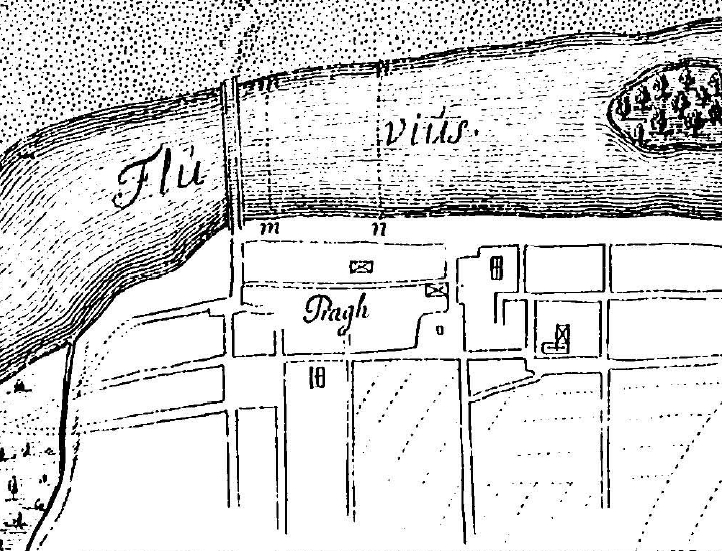
Місто Прага, 1705

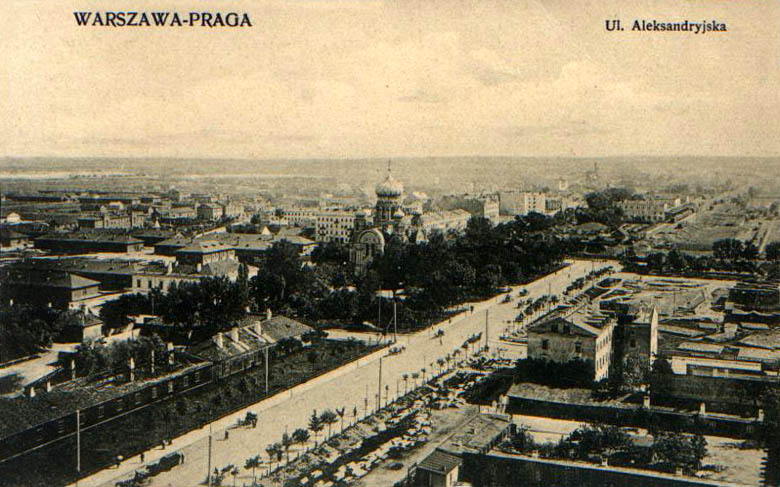
Прага-Північ, 1905

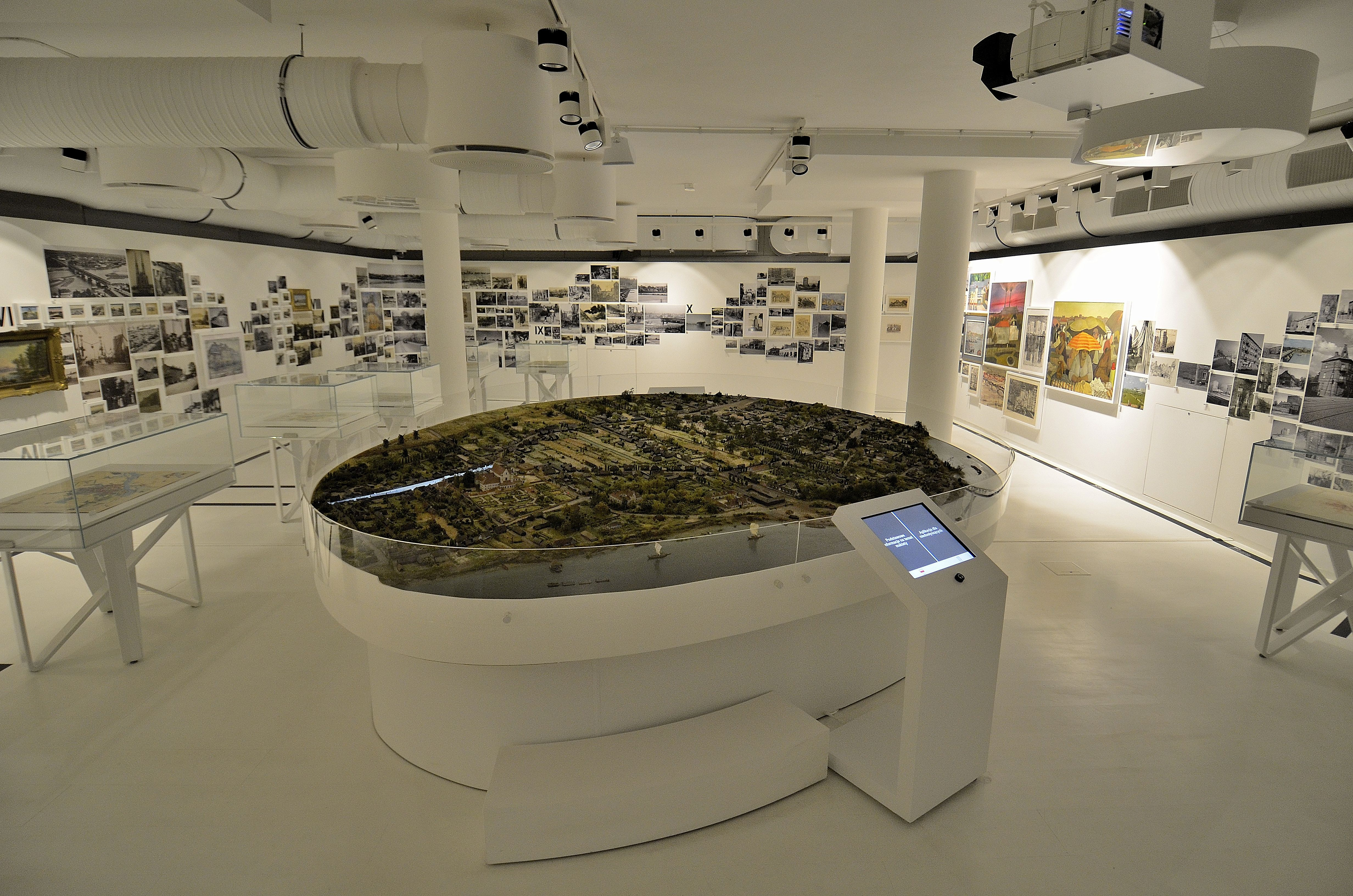
Макет Праги в Залі історії Праги

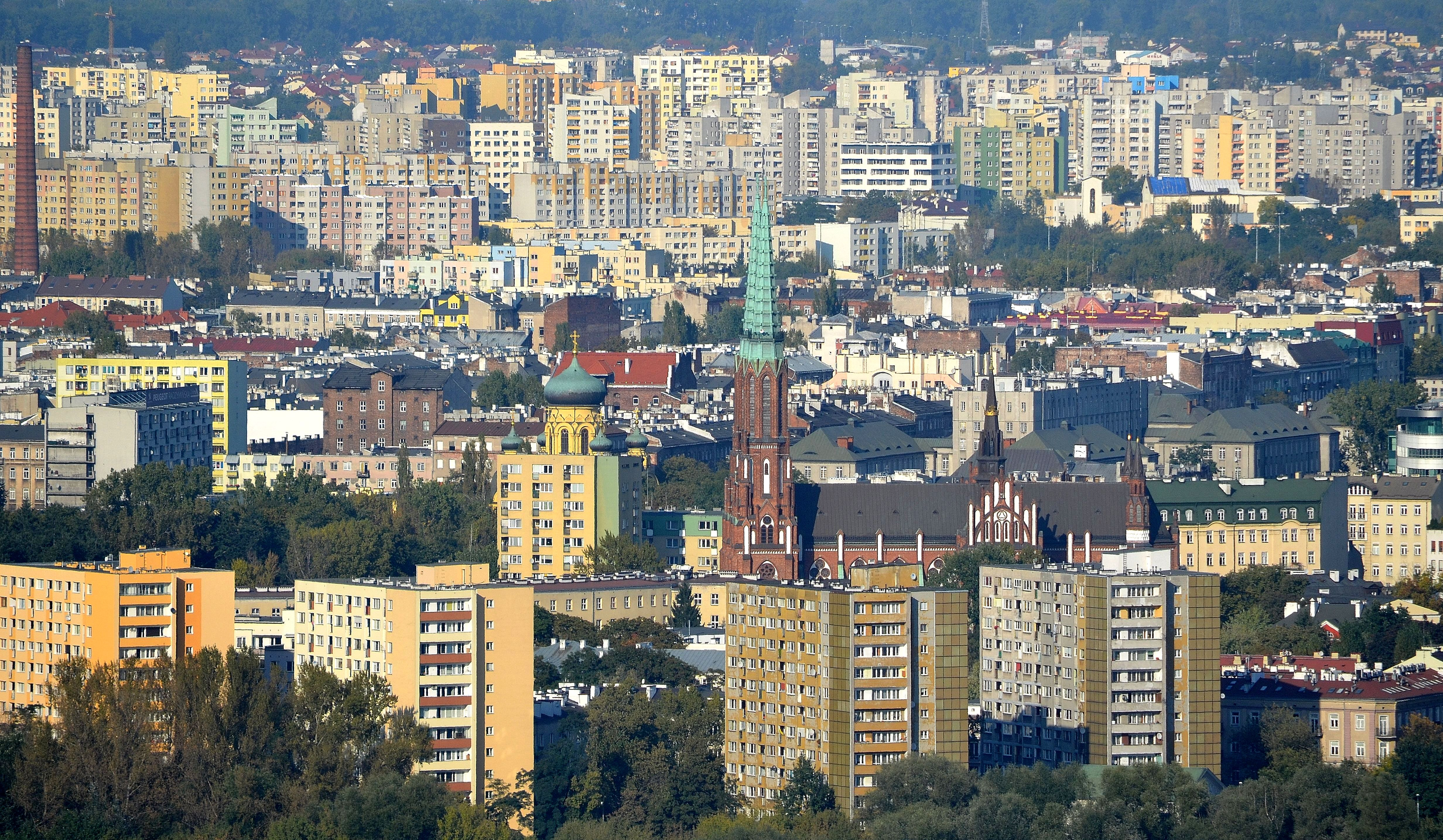
Прага-Північ і Таргувек (вид з Палацу культури й науки)

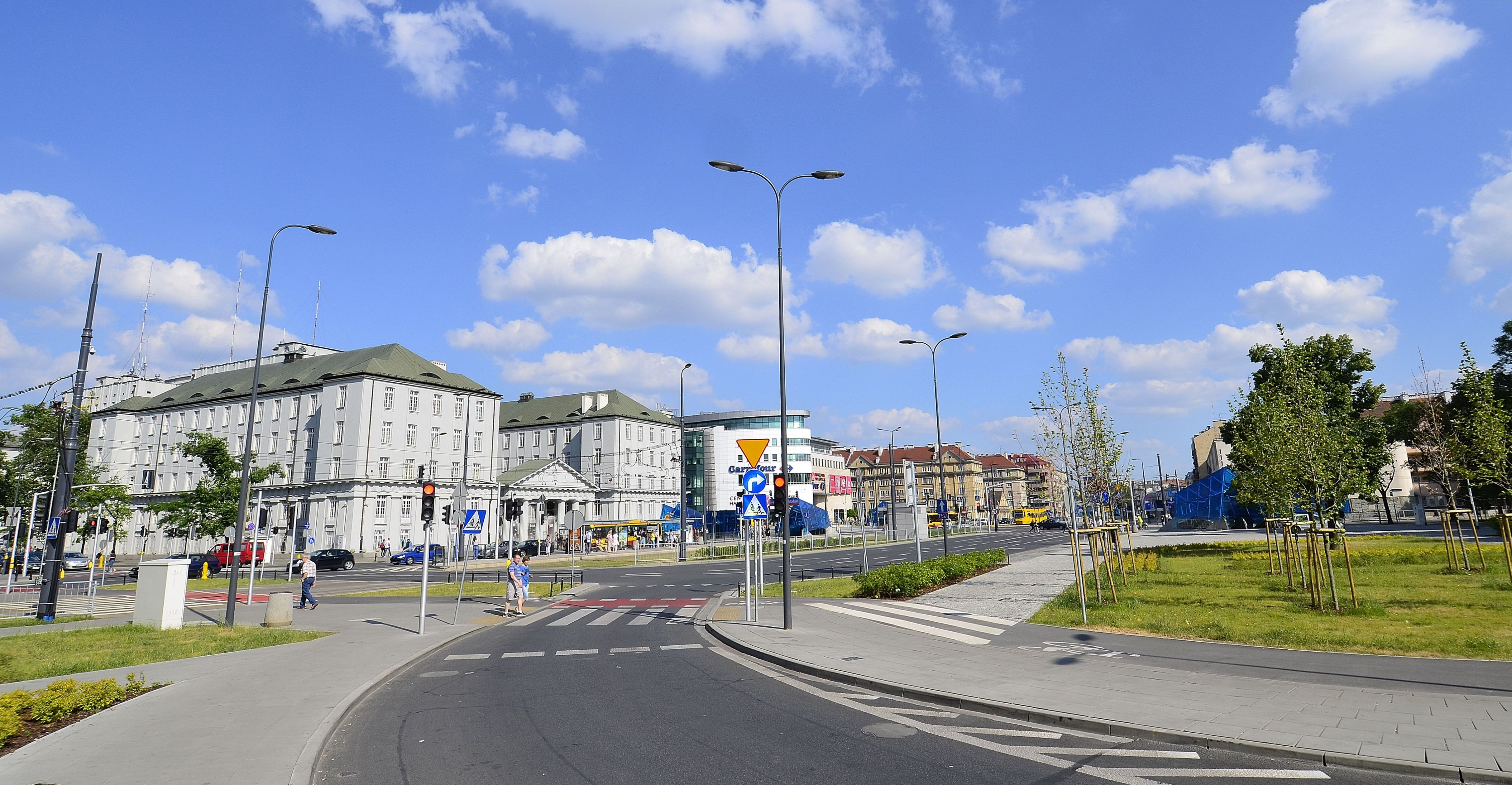
Віленська площа

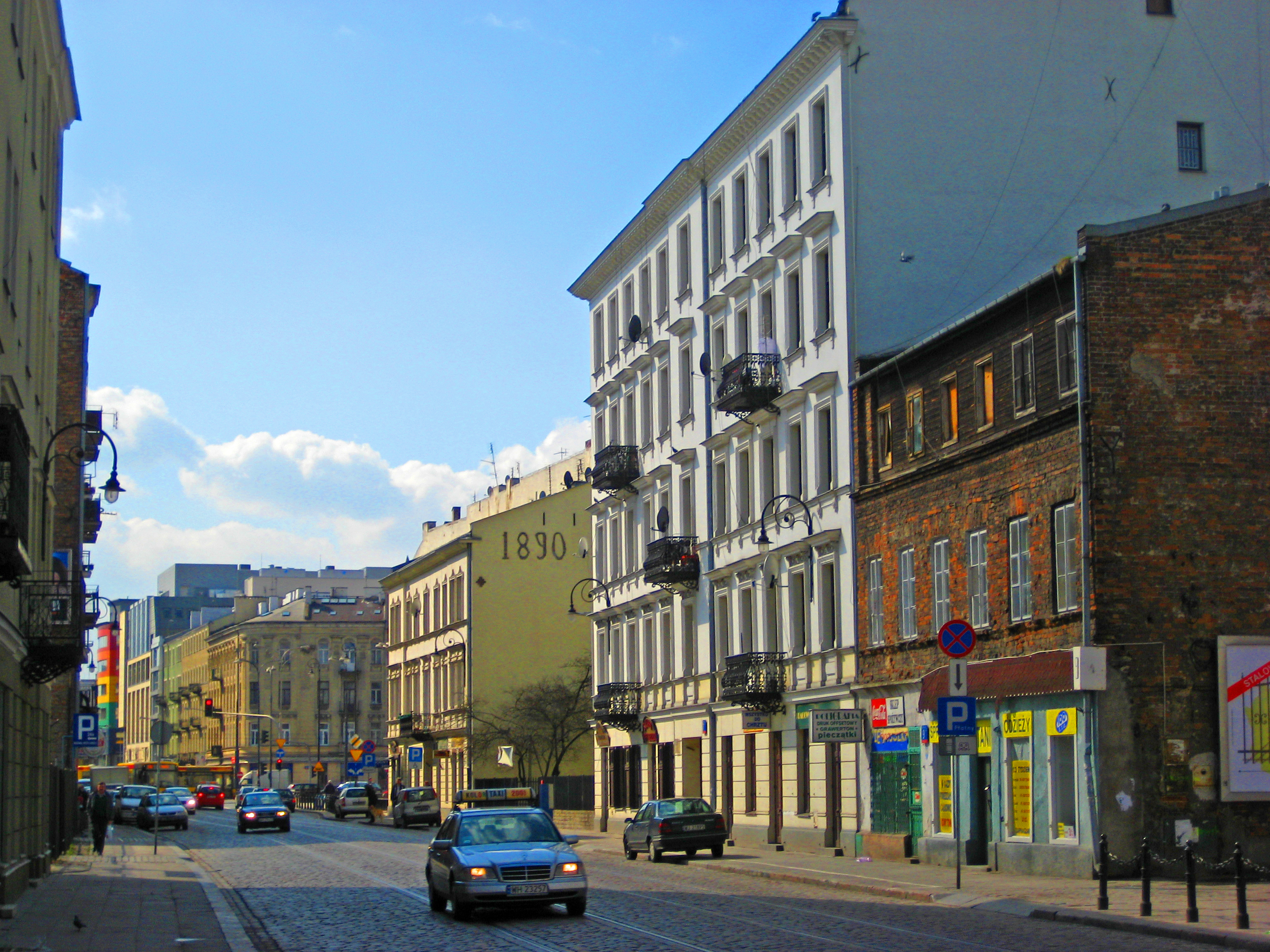
Вулиця Зомбковська

Перші поселення на території Праги з'явилися досить рано завдяки сприятливим природним та географічним умовам. Перші поселенці займалися сільським господарством, млинарством, рибальством, бджільництвом, будували корчми. У 1432 з'явилося поселення Прага — назва його походить від місць, випалених («wyprażonych») під посіви, на території яких воно, власне, й виникло. У 1538 частину земель Праги придбав каменецький єпископ Марцін Бялобжезький. У листопаді 1572 неподалік Ґрохова відбувся з'їзд сенаторів та представників шляхти з Мазовії, причиною якого стала відсутність прямого спадкоємця королівського трону — король Сигізмунд Август не залишив після себе нащадків.
Після з'їзду були проведені перші вибори, на яких переміг Генріх ІІІ. У 1637—47 частина території Праги стала власністю коронного маршалка Адама Казановського. Каменецький капітул, щоб зупинити подальше придбання Казановським празьких земель та, як наслідок, процес втрати своїх володінь, 10 лютого 1648 добилася від короля Владислава IV статусу міста для Праги. Таким чином Прага була поділена на дві частини — Єпископську (пол. Praga Biskupia), що була офіційно визнана містом і знаходилась у власності капітулу, та Магнатську (пол. Praga Magnacka), що знаходилась у володінні Казановського та не мала статусу міста. Частина Праги, підпорядкована Казановському, відрізнялася значними темпами економічного розвитку, у той час як землі, що залишилися за духовенством, досягли значних успіхів у релігійній і адміністративній площині. У 1643 за сприяння короля Владислава IV при церкві бернардинів, зведеній ще у 1630-х, була побудована каплиця, до якої почали з'їжджатися паломники з усієї Варшави.
У 1656, під час Шведської війни та битви за Варшаву, що тривала три дні, були знищені Прага, Камьон та Скаришев. Війна, а також епідемії та неврожаї загальмували розвиток земель нинішньої Праги. У 1720-х почався період стабільності та розвитку. Вдале географічне положення Праги знову стало в пригоді. У 1733 королем було обрано Августа ІІІ, вибори короля відбулися на території поселення Камьон (пол. Kamion). Август ІІІ побудував для бернардинів церкву та костьол. У 1791 обидві частини Праги — підконтрольна духовенству та знаті — та сусідній Скаришев увійшли до складу Варшави, ставши VII празьким міським округом (пол. VII praski cyrkuł miejski).
Наступні хвилі руйнувань прокотилися Прагою у 1794, 1806, 1807 та під час Листопадового повстання 1830. Після завершення повстання на лівому березі Вісли були збудовані Форт Слівіцького (пол. Fort Śliwickiego) та цитадель, внаслідок чого зведення будинків на півночі та в центрі Праги було заборонене. Ця норма діяла до 1916 року.
У 1860-70-х були побудовані Петербурзька й Тереспольська залізничні колії, що з'єднали правобережну частину Варшави з Російською імперією, та внутрішня колія, що проходила через цитадель. В цей час Прага набула великого значення як важливий пункт у торгівлі з Росією та Західною Європою. У 1864 побудовано постійно діючий міст через Віслу. У ХІХ—ХХ століттях внаслідок бурхливої індустріалізації й урбанізації до Праги були приєднані Шмульовізна (пол. Szmulowizna), Нова Прага і Камьонек, у 1908 Прага вже складалася з двох округів — Старопразького та Новопразького. У 1881 почав працювати кінний трамвай, який у 1908 був замінений на електричний. В цей період сильно зросла кількість населення Праги — у 1913 вона становила більш ніж 90 тисяч чоловік, тоді як у 1882 — лише близько 16 тисяч мешканців. Однак, незважаючи на це, Прага залишалася бідною периферійною пролетарською дільницею. У 1903 тут був побудований перший театр — Народний театр (пол. Teatr Ludowy), призначений для місцевих робітників.
Під час Першої світової війни велика кількість фабрик з території Праги була вивезена до Росії, військові об'єкти, мости та ряд інших стратегічно важливих об'єктів були знищені російськими військами під час відступу з Варшави. Після захоплення Варшави німецькими військами почався економічний занепад як усього міста загалом, так і окремо Праги. У квітні 1916 після розширення території Варшави Прага була поділена на шість комісаріатів — Ґрохув, Пельцовізна (пол. Pelcowizna), Нове Брудно (пол. Nowe Bródno), Тарґувек (пол. Targówek), Стара Прага та Нова Прага. Такий поділ Праги зберігався протягом Першої світової війни та всього міжвоєнного періоду. У 1915 було засновано Товариство друзів Праги (пол. Towarzystwo Przyjaciół Pragi).
Міжвоєнний період характеризується піднесенням промисловості Праги — були відновлені показники, втрачені нею під час Першої світової війни. Однак залишалися проблеми з комунікацією, антисанітарією та великою кількістю безхатченків, пов'язаною зі значним напливом населення в цьому регіоні, які не могла вирішити тодішня адміністрація. Були побудовані трамвайне депо, зоологічний сад (у ті часи — найсучасніший в Європі), трансміська залізниця та загальнодержавний шпиталь. Виникли благодійні товариства Коло Пражан (пол. Koło Prażan) і Товариство друзів дітей вулиці (пол. Towarzystwo Przyjaciół Dzieci Ulicy), які допомагали здебільшого дітям з найбідніших сімей. Виходив щотижневик «Ехо Праги». На території Праги проводилась електрифікація та газифікація будинків, відкривалися нові автобусні і трамвайні маршрути, будувалися нові школи та ремонтувалися вулиці. Також були збільшені площі зелених насаджень.
Під час Другої світової війни на території Праги діяв потужний рух опору, який набув масового характеру. 1 серпня 1944 місцеві підрозділи Армії Крайової захопили головний корпус празької залізниці. На території Праги розташовувалися заводи батальйону «Парасоль», які випускали автомобілі для учасників опору окупаційним німецьким військам. 14 вересня 1944 була визволена від німецьких окупантів.
В ранні повоєнні часи перебрала на себе функції столиці Польщі. За досить короткий термін тут були відновлені необхідні для нормального функціонування об'єкти — вокзали, крамниці, шпиталі; швидко почали свою роботу заклади культури та засоби масової інформації — радіостанція та столична газета «Życie Warszawy». У 1945 Прага була поділена на Південну та Північну. Протягом наступних десятиліть територія Північної Праги декілька разів збільшувалась, охоплювала також території нинішніх дільниць Бялоленка й Таргувек.
За часів ПНР Прага зайняла лідируючі позиції у Варшаві за кількістю промислових об'єктів та обсягами промислового виробництва. Виникали нові житлові масиви. Однак починаючи з середини 1970-х Польщу охопила соціально-політична криза, яка завершилася після падіння комуністичного режиму.
У 1994 з теренів Праги-Північ були вилучені землі нинішніх дільниць Бялоленка й Таргувек, на яких були організовані відповідні ґміни. Інша частина Північної Праги увійшла до складу ґміни Варшава—Центр.
З 2002 Прага-Північ — дільниця Варшави.

## Назва
Назва дільниці походить від дієслова «prażyć», що в перекладі означає «см́ажити». Початково відносилася до місць, випалених під посіви, на території яких і виникло поселення з цією назвою.

## Райони
Офіційно Прага-Пулноц ділиться на такі райони:
- Пельцовізна
- Нова Прага
- Стара Прага
- Шмульовізна (пол. Szmulowizna)

На території цих районів виділяються такі історичні поселення:
- Пельцовізна — поселення Ґоленджінув (пол. Golędzinów) та Слівіце (пол. Śliwice)
- Шмульовізна — поселення Міхалув (пол. Michałów)
- Стара Прага — поселення Порт Празький (пол. Port Praski)

## ЗМІ
На території дільниці функціонують такі місцеві ЗМІ:
- «Нова Газета Празька» (пол. Nowa Gazeta Praska) — журнал суспільно-культурної направленості, виходить раз на два тижні з 1995
- «Пшеґльонд Праскі» (пол. Przegląd Praski) (укр. Перегляд преси) — місцева газета й інтернет-портал, виходить з червня 2007
- radiopraga.pl — місцева інтернет-радіостанція, працює з 1 березня 2014

## Парки
- Празький парк (пол. Park Praski) — виник у 1865—71, охоплює території, де раніше знаходились укріплення, зведені Наполеоном
- Зоологічний сад (пол. Ogród Zoologiczny)
- Парк на Шмульовізні

## Галерея

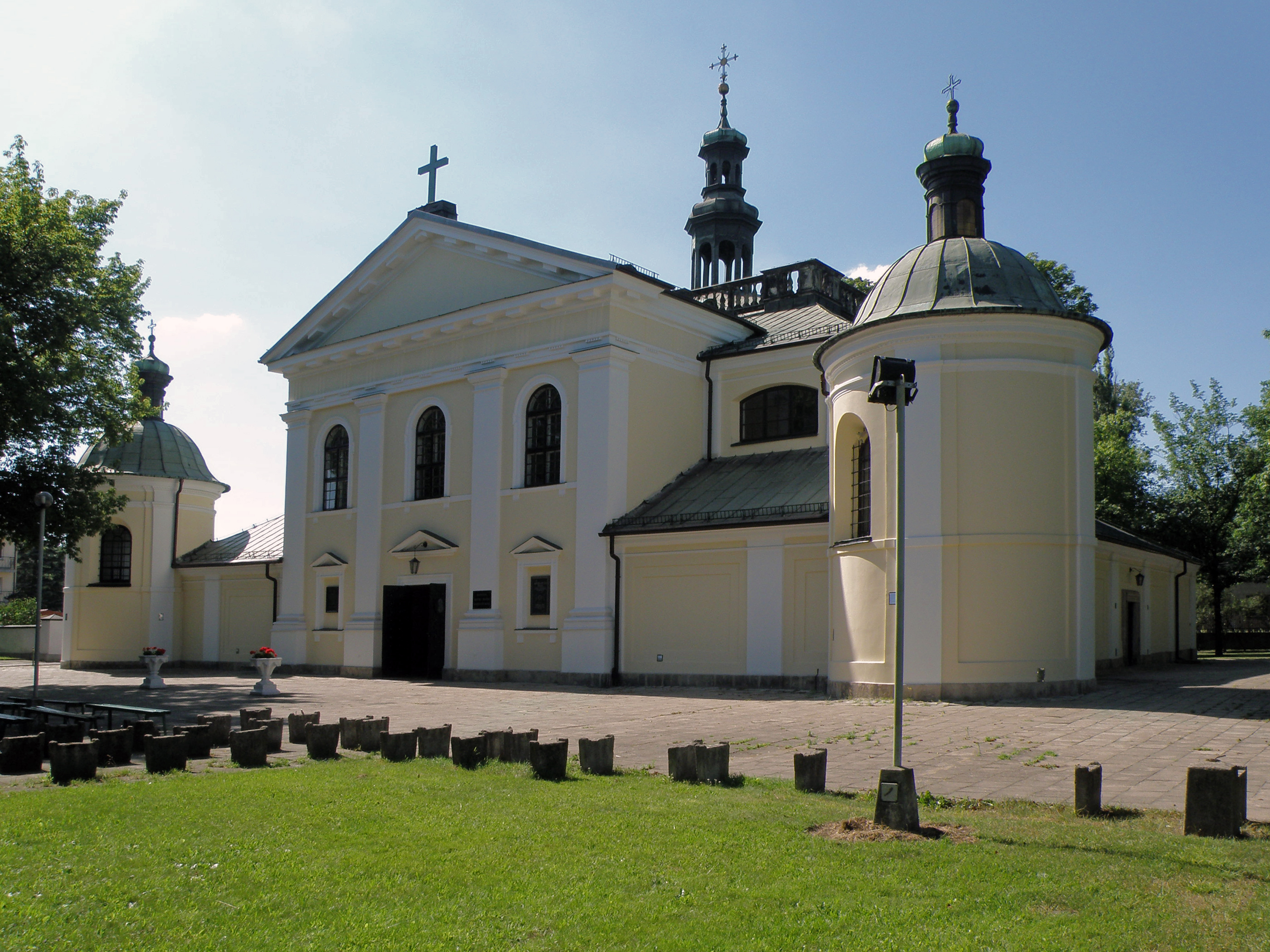
Церква Лоретанської Божої Матері
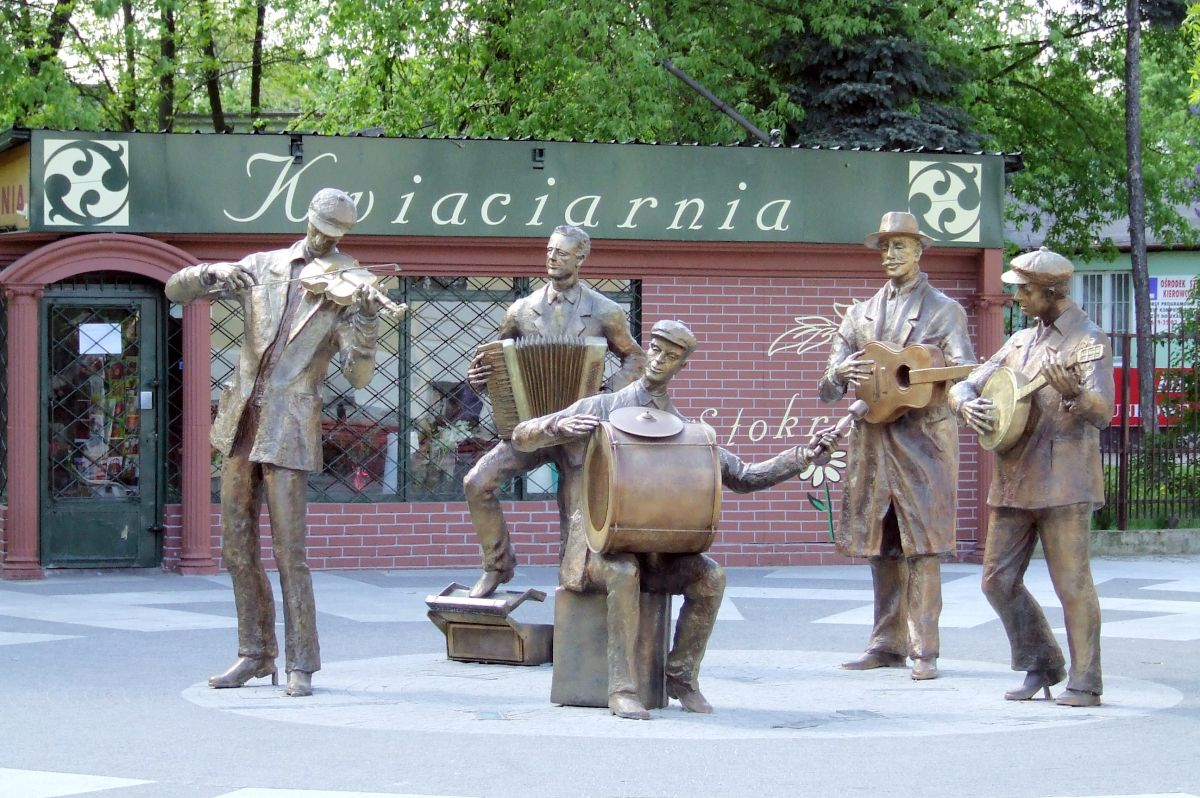
Пам'ятник вуличним музикантам
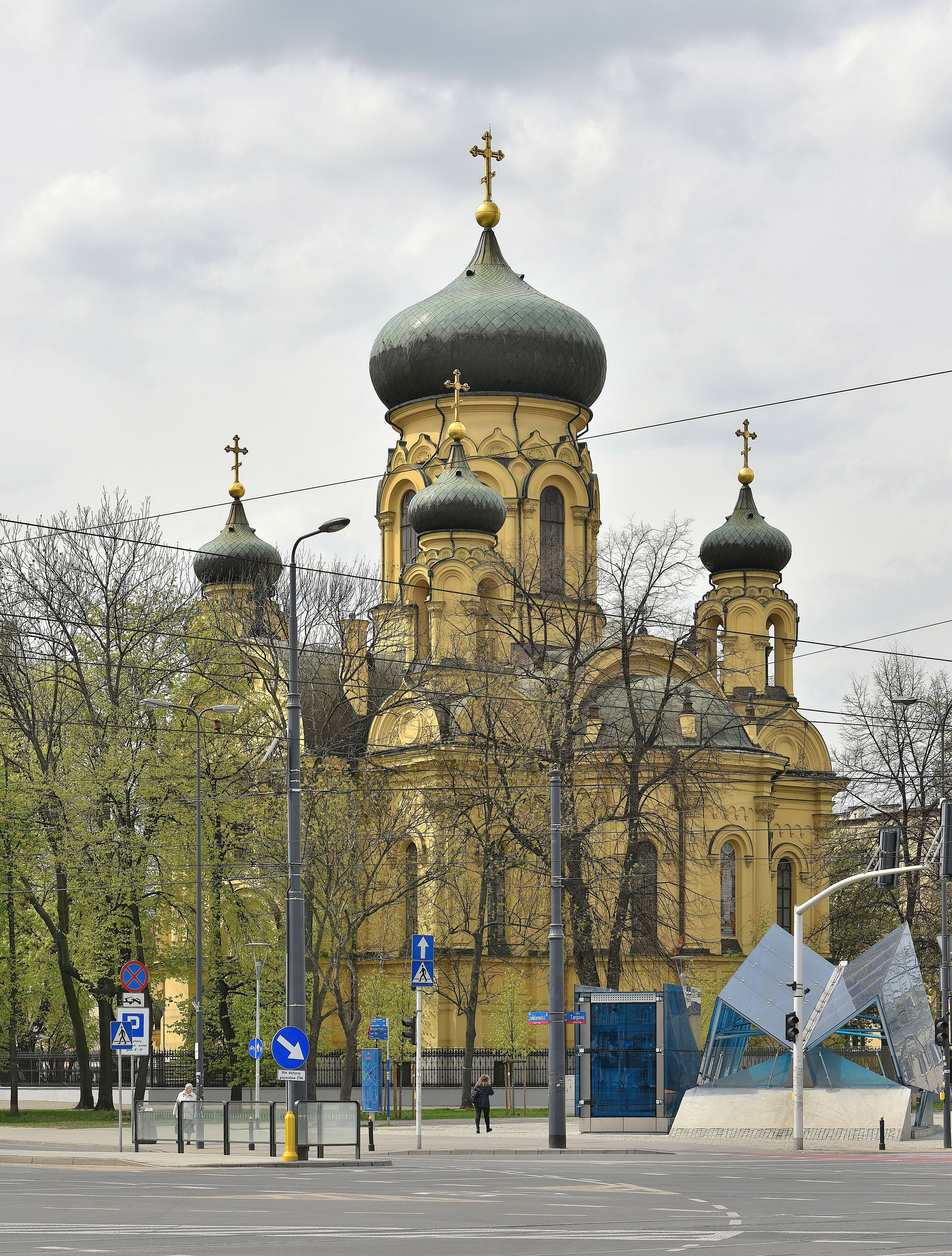
Церква св. Рівноапостольної Марії Магдалени
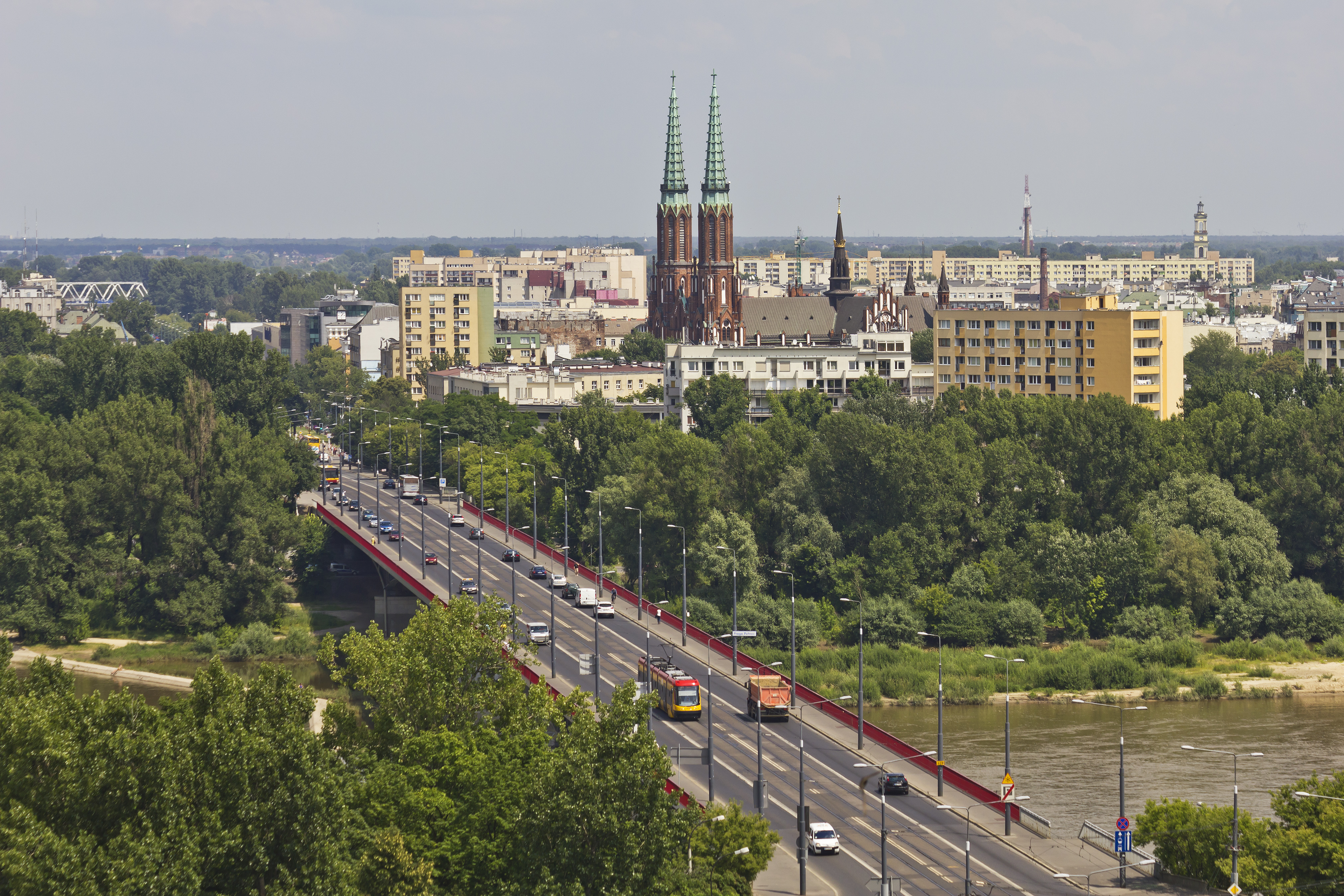
Панорама Праги
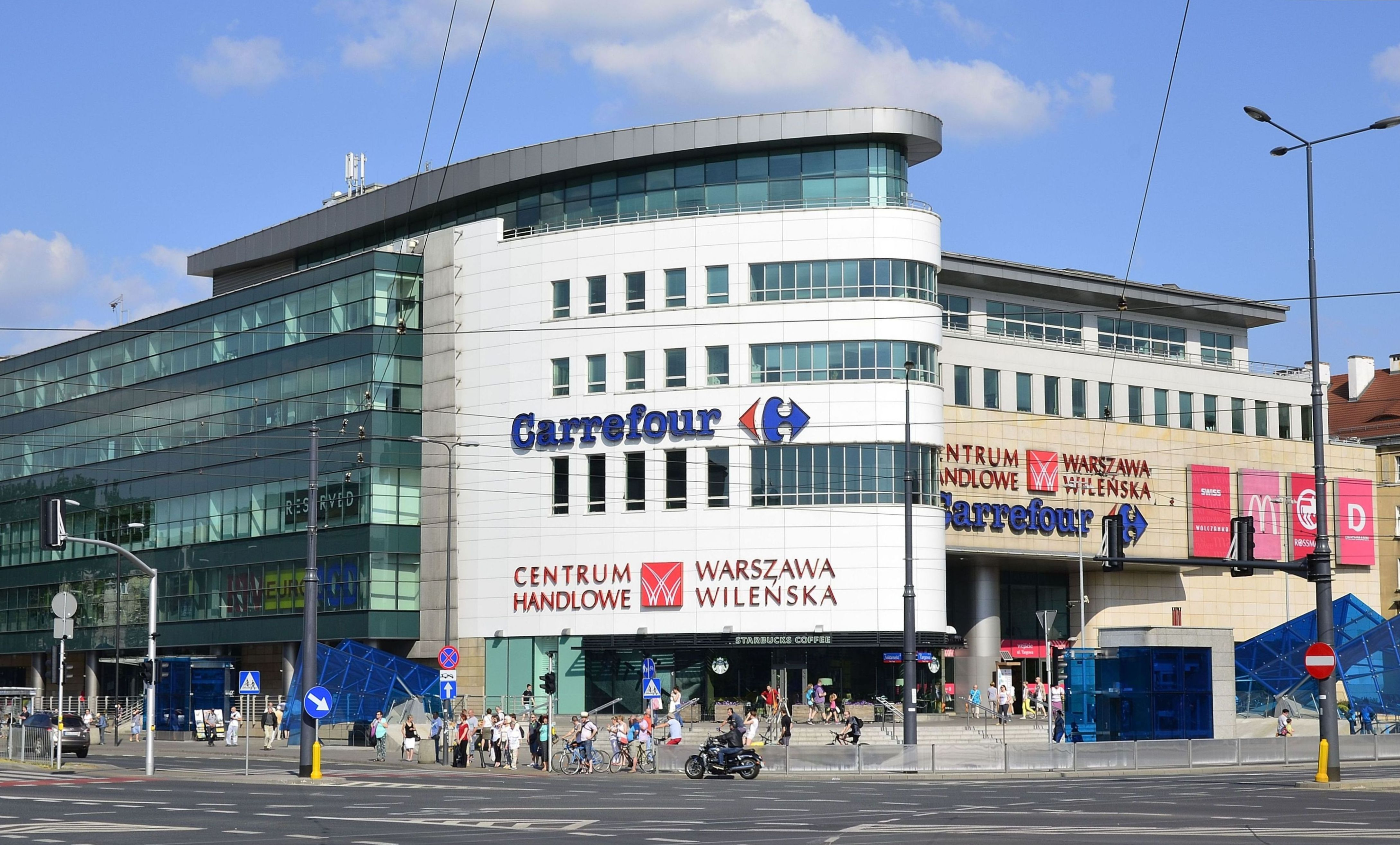
Торговельний центр «Віленська Галерія» та залізничний вокзал Варшава Віленська
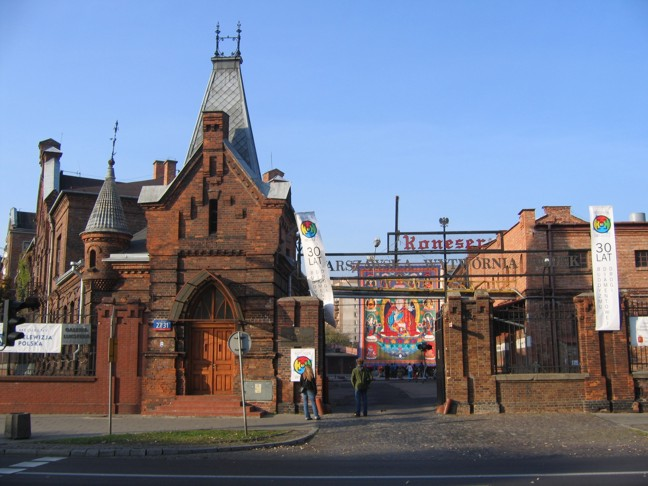
Горілчаний завод «Koneser»